# Mick Jackson (regisseur)
Mick Jackson (Aveley, 4 oktober 1943) is een Engels filmregisseur en producer voor de televisie. Tussen 1973 en 1987 regisseerde hij vele documentaires voor de BBC Television en Channel 4. Toen hij naar Hollywood verhuisde, regisseerde hij de film The Bodyguard. In 1985 won hij een BAFTA met de televisiefilm Threads en in 2010 won hij een Emmy Award met de film Temple Grandin.

## Filmografie
selectie
- 1984 Threads
- 1989 Chattahoochee
- 1991 L.A. Story
- 1992 The Bodyguard
- 1997 Volcano
- 2010 Temple Grandin
- 2016 Denial

- Bibsys: 97055376
- Biblioteca Nacional de España: XX978748
- Bibliothèque nationale de France: cb140342314 (data)
- Catàleg d'autoritats de noms i títols de Catalunya: 981058597347906706
- Gemeinsame Normdatei: 119520079
- International Standard Name Identifier: 0000 0000 8016 7812
- Library of Congress Control Number: n93031642
- MusicBrainz: c18c939f-26b9-44ec-9744-9cf845cecf7e
- Nationale Bibliotheek van Tsjechië: xx0225247
- Nationale Bibliotheek van Israël: 987007449442105171
- Nederlandse Thesaurus van Auteursnamen: 070880980
- Istituto Centrale per il Catalogo Unico: VIAV099895
- SNAC: w6g73mks
- Système universitaire de documentation: 131922165
- Union List of Artist Names: 500474626
- Virtual International Authority File: 100319867
- WorldCat: E39PBJdWJBhbKqDR83PymvF9Xd